# Kawabe Hayao
Kawabe Hayao (川辺駿 Kawabe Hayao, sinh ngày 8 tháng 9 năm 1995 ở Hiroshima) là một cầu thủ bóng đá người Nhật Bản thi đấu cho Grasshopper Club Zürich ở giải VĐQG Thụy Sĩ theo dạng cho mượn từ Wolverhampton Wanderers F.C.

## Sự nghiệp
Kawabe gia nhập Sanfrecce Hiroshima năm 2008, cùng với các cầu thủ khác của học viện. Sau màn ra mắt năm 2012, anh được đề nghị hợp đồng chuyên nghiệp với Sanfrecce,. Mặc dù với thành tích trên, anh rất ít được ra sân  và quyết định đến Júbilo Iwata theo dạng cho mượn. Vào tháng 1 năm 2018, anh trở lên  Sanfrecce sau khi được cho mượn 3 năm ở Jubilo.

## Thống kê câu lạc bộ
Cập nhật đến ngày 23 tháng 2 năm 2018.
| Thành tích câu lạc bộ | Thành tích câu lạc bộ | Thành tích câu lạc bộ | Giải vô địch | Giải vô địch | Cúp                   | Cúp                   | Cúp Liên đoàn | Cúp Liên đoàn | Châu lục | Châu lục  | Tổng cộng | Tổng cộng |
| Mùa giải              | Câu lạc bộ            | Giải vô địch          | Số trận      | Bàn thắng    | Số trận               | Bàn thắng             | Số trận       | Bàn thắng     | Số trận  | Bàn thắng | Số trận   | Bàn thắng |
| Nhật Bản              | Nhật Bản              | Nhật Bản              | Giải vô địch | Giải vô địch | Cúp Hoàng đế Nhật Bản | Cúp Hoàng đế Nhật Bản | Cúp Liên đoàn | Cúp Liên đoàn | AFC      | AFC       | Tổng cộng | Tổng cộng |
| --------------------- | --------------------- | --------------------- | ------------ | ------------ | --------------------- | --------------------- | ------------- | ------------- | -------- | --------- | --------- | --------- |
| 2013                  | Sanfrecce Hiroshima   | J1 League             | 3            | 0            | 0                     | 0                     | 0             | 0             | 2        | 0         | 5         | 0         |
| 2014                  | Sanfrecce Hiroshima   | J1 League             | 1            | 0            | 3                     | 0                     | 0             | 0             | 2        | 0         | 6         | 0         |
| 2015                  | Júbilo Iwata          | J2 League             | 33           | 3            | 1                     | 0                     | –             | –             | –        | –         | 34        | 3         |
| 2016                  | Júbilo Iwata          | J1 League             | 26           | 2            | 0                     | 0                     | 5             | 0             | –        | –         | 31        | 2         |
| 2017                  | Júbilo Iwata          | J1 League             | 32           | 4            | 3                     | 0                     | 3             | 1             | –        | –         | 38        | 5         |
| Tổng cộng sự nghiệp   | Tổng cộng sự nghiệp   | Tổng cộng sự nghiệp   | 95           | 9            | 7                     | 0                     | 8             | 1             | 4        | 0         | 114       | 10        |

### Bàn thắng quốc tế
| # | Ngày               | Địa điểm                                      | Đối thủ    | Bàn thắng | Kết quả | Giải đấu                      |
| - | ------------------ | --------------------------------------------- | ---------- | --------- | ------- | ----------------------------- |
| 1 | 7 tháng 6 năm 2021 | Sân vận động Panasonic Suita, Suita, Nhật Bản | Tajikistan | 4–1       | 4–1     | Vòng loại FIFA World Cup 2022 |